# The Monster (Adventureland)
Ne doit pas être confondu avec The Monster (Walygator Grand Est) ou Le Monstre (La Ronde).
Pour les articles homonymes, voir Monster.
The Monster est un parcours de montagnes russes en acier de Gerstlauer au parc Adventureland en Iowa. Il s'agit du premier Infinity Coaster (en) aux États-Unis ; il a ouvert le 4 juin 2016.